# Muscular Development
A Muscular Development egy Magyarországon is megjelenő, professzionális testépítésel foglalkozó sajtótermék.
Magyarországon az All Nutrition Kft. adja ki, a licenc jogtulajdonosa az amerikai Advanced Research Press.
A magyarországi főszerkesztő szerkesztői üzenete az újságot így határozza meg: „A MD nem kért abból a játékból, hogy akár csak kegyes csalással, elhallgatással azt az üzenetet közvetítse a laikusabbak, és főleg a fiatalok felé, hogy csirkével, rizzsel, táplálékkiegészítőkkel és heti pár nap edzéssel mindenki olyan lehet, mint a testépítés szupersztárjai. Sokáig ez volt a vezető magazinok politikája annak érdekében, hogy több terméket tudjanak eladni és elkerüljék a kellemetlenségeket.”
A magyar kiadó egyéb érdekeltségei:
- MuscleMag International (licenc)
- Muscle Magazin
- Fit Muscle
- Muscle Sport

## Külső hivatkozások
- Hivatalos honlap